# Cabo Branco (João Pessoa)
Koordinaten: 7° 9′ 16″ S, 34° 47′ 35″ W

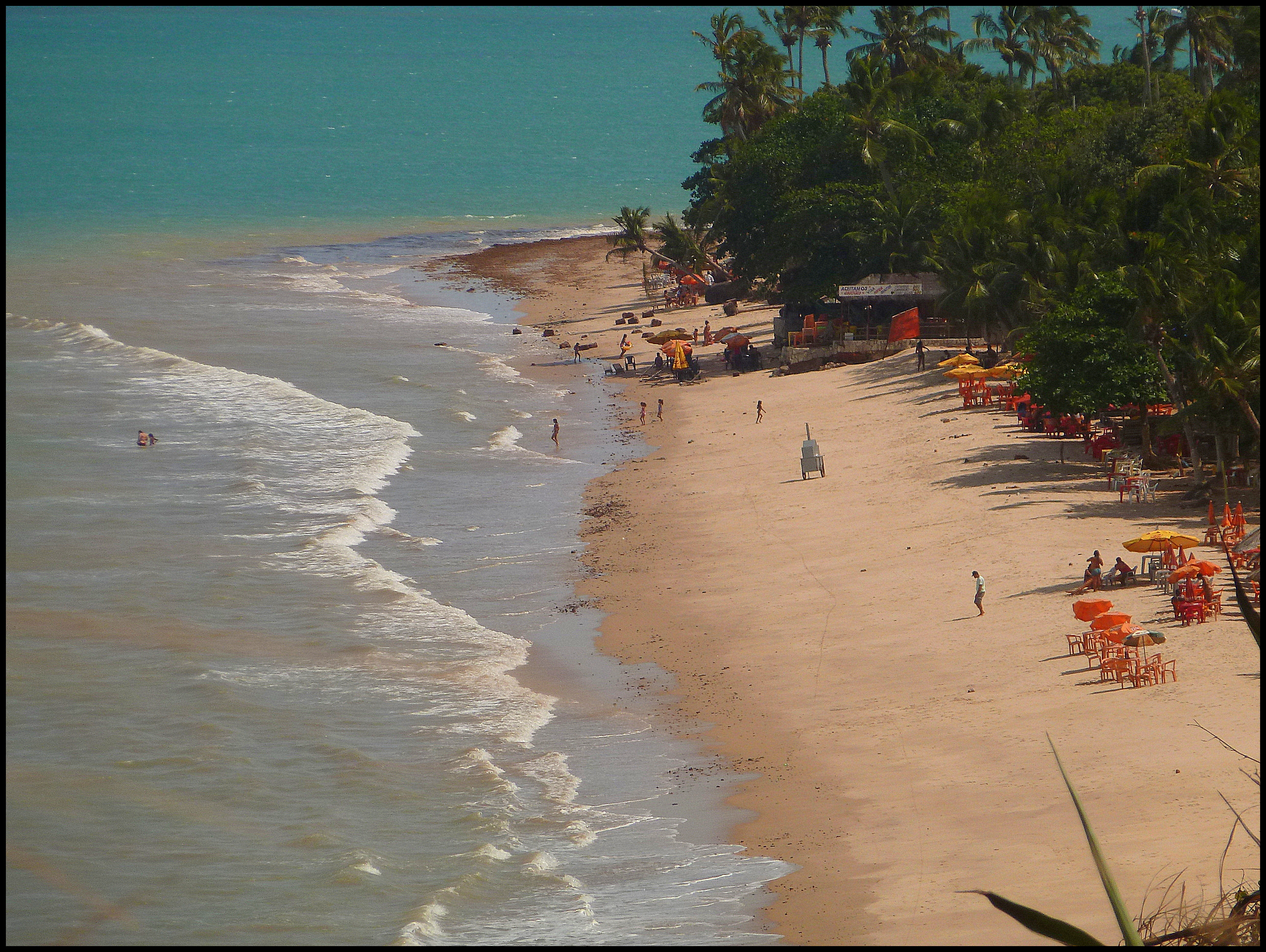
Strand Ponta do Seixas, der südlich an den Strand Cabo Branco anschließt.

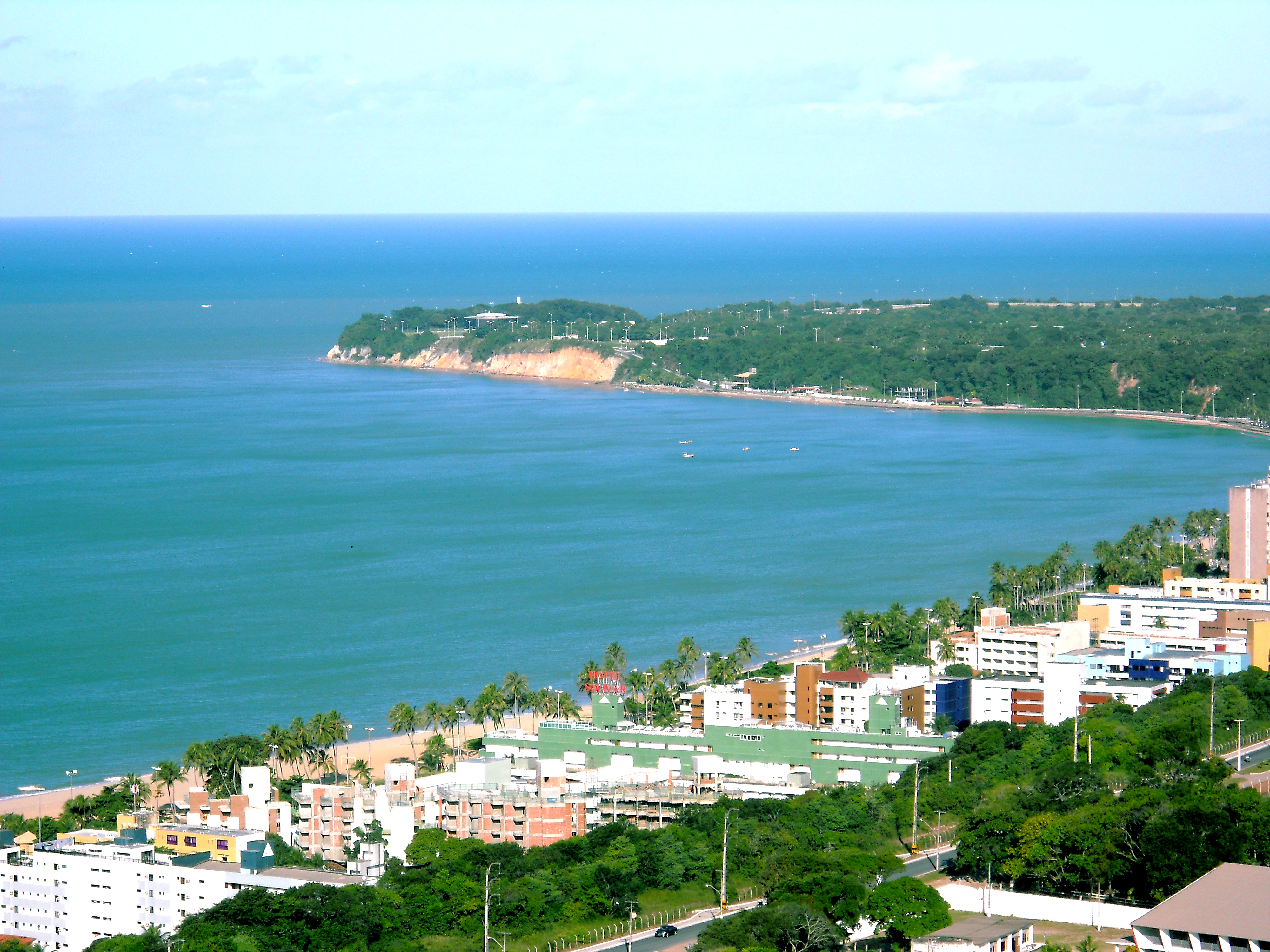
Blick über den Ortsteil Cabo Branco auf den östlichsten Punkt in Ponta do Seixos.

Cabo Branco an der brasilianischen Atlantikküste ist der östlichste Punkt des amerikanischen Kontinents.
Das Kap, das sich unweit des João Pessoa’s airport befindet, wird markiert durch den Leuchtturm Farol do Cabo Branco.
Das Gebiet ist dicht besiedelt und bebaut. Die Landschaft wird geprägt von flachen, tischförmigen Felsformationen, den genannten taboleiros, die abrupt aufragen und von 40 m bis zu 150 m Höhe erreichen.

## Geographische Bezeichnungen
Übersetzt bedeutet „Cabo Branco“ = Weißes Kap. In Nachschlagewerken wird meist die Bezeichnung „Kap Branco“ oder „Capo Branco“ verwendet.
Der Name wird für den tatsächlichen östlichsten Punkt an der Landspitze Brasiliens benutzt, der heute Ponta do Seixas zugesprochen wird. Mit dem Namen Cabo Branco wird ebenfalls das Nobelviertel Bairro Cabo Branco in der Zona Leste von João Pessoa, der Hauptstadt des brasilianischen Bundesstaates Paraíba bezeichnet, sowie der zum Ortsteil gehörende gleichnamige Strand Cabo Branco.